# Battaglia di Las Mercedes
La battaglia di Las Mercedes fu uno scontro armato avvenuto tra il 29 luglio e l'8 agosto 1958 nell'ambito della rivoluzione cubana. La battaglia fu una trappola progettata dal generale Eulogio Cantillo che aveva l'intenzione di accerchiare e massacrare la guerriglia di Fidel Castro. Le violenze terminarono quando Castro propose un cessate il fuoco a Cantillo, che non soddisfatto dall'andamento dello scontro accettò.
La battaglia di Las Mercedes costituisce l'ultima fase dell'operazione Verano, una massiccia controffensiva estiva che le forze regolari di Batista lanciarono contro i rivoltosi castristi.

## Antefatti
I Battaglioni 17 e 18 delle forze armate cubane erano stati nettamente sconfitti dai barbudos durante la battaglia di La Plata.
I membri del Battaglione 18 avevano scavato una trincea in cui si erano rifugiati in attesa di rinforzi: Cantillo, che guidava il Battaglione 17, diede ordine ai trincerati di provare ad uscire dalla fossa (nonostante fossero completamente assediati dai rivoltosi), promettendo in cambio il celere arrivo dei suoi uomini. Tuttavia, i soldati di Castro riuscirono sia ad evitare l'arrivo dei cantilliani sia a reprimere la sollevazione degli accerchiati, che dopo dieci giorni di coriacee lotte rinunciarono al loro intento.
Cantillo diede quindi ordine ai suoi soldati di fingere una ritirata verso il lago Las Mercedes, pensando che i rivoluzionari attuassero un agguato nelle retrovie delle sue truppe: proprio come previsto dal generale, Castro diede questo ordine.

## La battaglia
Per la prima volta da quando cominciò la rivoluzione, quindi, furono i batistiani a far cadere in trappola i castristi e non viceversa.
L'esercito regolare cubano si attestò nelle sue posizioni il 29 luglio e nello stesso giorno Castro diede l'ordine agli uomini del suo luogotenente René Ramos Latour di agguantare i soldati in ritirata: inizialmente le forze di Ramos Latour riuscirono a uccidere 30 nemici, ma il fatto che Cantillo conoscesse i loro piani li mise nella scomoda posizione di assediati e assedianti al tempo stesso.
Ramos Latour chiese quindi aiuto alla colonna di Castro, che però poteva giungere nel luogo dello scontro solo attraverso la strada Palma Sugar Mill: sapendolo, i nemici si fecero trovare appostati e aprirono una raffica di colpi contro il lìder maximo.
Cantillo non si accontentò di un successo risicato e chiese l'aiuto di un'altra divisione, che contava 1 500 uomini: tuttavia questa truppa fu fermata dalla colonna di Che Guevara (precedentemente immobile) che ne impedì il congiungimento con il Battaglione 17. Alcuni hanno criticato il fatto che Guevara non prestò aiuto, se non indirettamente, agli uomini di Ramos Latour: il maggiore dei Marines Larry James Bockman sostenne invece che la strategia del Che era l'unica attuabile in quel momento (se i 1 500 si fossero uniti ai cantilliani sarebbe stato molto difficile batterli) ed egli definì la condotta militare del medico argentino "brillante".
Già il 31 luglio Castro si era reso conto che un successo totale come era stato quello di La Plata era impossibile da raggiungere a Las Mercedes. Egli aveva infatti perso 70 uomini, tra cui Ramos Latour, e il trionfo del Che sui 1 500 sicuramente impediva la disfatta ma di certo non garantiva una vittoria. Il 1º agosto Castro propose a Cantillo un cessate il fuoco dalla durata di sette giorni, che incredibilmente il generale accettò: i motivi di tale scelta sono ancora oscuri, dato che erano i batistiani ad avere in mano, seppur in maniera non nettissima, le redini della battaglia.

## Risultati e conseguenze
Il 2 agosto una delegazione del presidente Fulgencio Batista fu ricevuta da Fidel Castro, ma i colloqui non portarono a nessun risultato. Poco dopo le trattative diplomatiche, Castro furbescamente riuscì a fuggire così che l'8 agosto, quando i regolari si ripresentarono sul campo di battaglia, non trovarono nessuno: lo scontro era finito.
Dato che le minuscole truppe di Castro avevano perso quasi un quarto dei suoi uomini, questa battaglia sembrerebbe all'apparenza una sconfitta dei barbudos, ma in realtà non fu così: l'annientamento era stato evitato e il fatto che egli fosse riuscito a gabbare furbescamente Cantillo provocò la demoralizzazione delle truppe e la perdita di fiducia di Batista nei confronti del suo generale.
Dopo questa sfida Castro si convinse a combattere non più in luoghi bucolici e isolati ma all'interno delle grandi città: entro quattro mesi, la sua rivoluzione trionfò e Batista fu costretto all'esilio.
Fu questa la prima battaglia in cui l'estro strategico del Che emerse: senza la sua azione vittoriosa contro i 1 500, molto probabilmente la battaglia di Las Mercedes si sarebbe tramutata in un mare di sangue per i rivoluzionari.